# إيفرين ألفاريز
إيفرين ألفاريز (بالإنجليزية: Efrain Alvarez) (مواليد 19 يونيو 2002) هو لاعب كرة قدم مكسيكي أمريكي المولد يلعب في مركز الوسط في نادي لوس أنجلوس غلاكسي.

## روابط خارجية
- إيفرين ألفاريز على موقع الدوري الأمريكي (الإنجليزية)
- إيفرين ألفاريز على موقع قاعدة بيانات كرة القدم.إي يو (الإنجليزية)
- إيفرين ألفاريز على موقع ليكيب (الفرنسية)
- إيفرين ألفاريز على موقع ناشيونال فوتبول تيمز (الإنجليزية)
- إيفرين ألفاريز على موقع Soccerbase.com (لاعب) (الإنجليزية)
- إيفرين ألفاريز على موقع Soccerway.com (الإنجليزية)
- إيفرين ألفاريز على موقع عالم كرة القدم.نت (الإنجليزية)